# 蔡福南
蔡福南，潮州府海阳县人，明朝政治人物、进士出身。
洪武十八年，登进士，授翰林院檢討。